# Campethera notata
Campethera notata е вид птица от семейство Picidae. Видът е почти застрашен от изчезване.

## Разпространение
Видът е разпространен в Южна Африка.